# 페어웰, 마이 퀸
《페어웰, 마이 퀸》(프랑스어: Les Adieux à la reine, 영어: Farewell, My Queen)은 2012년 공개된 프랑스의 영화이다. 브누아 자코 감독이 연출과 각본을 담당했으며 디아네 크루거, 레아 세이두가 주연했다.

## 줄거리
바스티유 감옥의 습격과 함께 시민들이 직접 작성한 왕실, 귀족들의 살생부가 급기야 '마리 앙투아네트' 손까지 들어온다. 이미 모두의 적이 되어버린 '마리 앙투아네트'는 어디도 갈 수 없고, 진심을 다해 사랑한 단 한 사람만큼은 어떻게든 피신시키려 한다. '마리 앙투아네트'의 가장 가까운 곳에서 책 읽어주는 시녀, '시도니'는 유일하게 이 모든 비밀을 알고 그녀를 위해서라면 어떤 일이라도 하려고 하는데…
 혁명의 소용돌이 속, 역사가 기록하지 못한 '마리 앙투아네트'의 마지막 사랑
 그리고 이 모든 것을 알고 있는 책 읽어주는 시녀, '시도니'
 아무도 몰랐던 그들의 이야기가 밝혀진다.

## 출연
- 디아네 크루거 - 마리 앙투아네트
- 레아 세이두 - 시도니 라보르드
- 비르지니 르두아앵 - 폴리냑 공작부인 욜랑드 드 폴라스트롱
- 그자비에 보부아 - 루이 16세
- 노에미 르보브스키
- 쥘리마리 파르망티에 - 오노린 오베르의 하녀
- 롤리타 샹마 - 하인 루이종
- 도미니크 레이몬드 - 마담 로세루이
- 앤 베누아 - 로즈 베르탱
- 알라딘 레이벨 - 콜로뉴 발리비에르의 원장
- 자크 놀로 - 무슈 졸리베
- 자크 헬린 - 보끌뢰의 후작
- 자크 부데 - 무슈 드 라 투르 뒤 팡
- 장-마르크 스텔 - 드 브로이 원수
- 세르게 렌코 - 체스니에의 후작
- 질 데이빗 - 교구 신부 물레
- 그레고리 가데부아 - 프로방스의 백작
- 프랑시스 르플레 - 샤를 왕자
- 소니아 주버트 - 어거스틴
- 티보 모테
- 에르베 피에르 -에리세의 아버지 역

## 같이 보기
- 2012년 영화